# La Neuville-du-Bosc
La Neuville-du-Bosc település Franciaországban, Eure megyében. Lakosainak száma 713 fő (2022. január 1.). La Neuville-du-Bosc Bosrobert, Calleville, Épégard, Le Bosc-du-Theil, Harcourt, La Haye-de-Calleville és Saint-Paul-de-Fourques községekkel határos.

## Népesség
A település népességének változása:
| Lakosok száma | 336  | 339  | 325  | 522  | 600  | 644  | 652  | 697  | 719  | 713  |
|               | 1968 | 1982 | 1990 | 2006 | 2013 | 2015 | 2017 | 2019 | 2020 | 2022 |